# Stephen Bishop (acteur)
Pour les articles homonymes, voir Stephen Bishop et Bishop.
Stephen Bishop, né le 14 septembre 1970 à Chicago, (Illinois, États-Unis), est un acteur américain anciennement joueur de baseball professionnel.

## Biographie
Bishop étudie à l'université de Californie à Riverside où il joue au baseball. Il est drafté comme agent libre par les Atlanta Braves en 1993. Il évolue avec les Idaho Falls en Pioneer League, puis en 1994 avec les Sioux Falls Canaries et les Saint-Paul Saints en Northern League. En 1995, il joue en Advanced-A avec les High Desert Mavericks, une équipe affiliée aux Baltimore Orioles. 
Il quitte ensuite le baseball et entame une carrière d'acteur. Il apparait dans les séries Lost ou Girlfriends et notamment dans les films Bienvenue dans la jungle et Le Stratège où il interprète le rôle de David Justice. 

## Filmographie

### Cinéma
- 2003 : Bienvenue dans la jungle (The Rundown) de Peter Berg
- 2008 : Hancock de Peter Berg : médecin urgentiste
- 2011 : Le Stratège (Moneyball) de Bennett Miller : David Justice
- 2014 : With This Ring de Nzhinga Stewart : Nate Adamson

### Télévision
- 2004 : Girlfriends
- 2006 : Brothers and Sisters
- 2007 : Lost : Les Disparus
- 2008 : Grey's Anatomy
- 2009 : Les Experts : Miami
- 2015–2019 : Being Mary Jane
- 2017 : Imposters
- 2018 : Esprits criminels : Andrew Mendoza